# 南圣克鲁斯
南圣克鲁斯是巴西南大河州的一个市镇。总面积733.473平方公里，总人口115930人，人口密度158.1人/平方公里。